# Dichagyris chrysopyga
Dichagyris chrysopyga là một loài bướm đêm trong họ Noctuidae.